# Josep Picanyol
Josep Picanyol (* um 1700 in Barcelona; † um 1757 in Madrid, aktiv von 1726 bis 1747) war ein katalanischer Kapellmeister und Komponist.

## Leben und Werk
Es ist nicht direkt bekannt, wo Josep Picanyol seine Ausbildung als Musiker erhielt. Generell ist nur wenig Biografisches von Josep Picanyol bekannt. Man geht jedoch davon aus, dass seine musikalische Ausbildung an der Kathedrale von Barcelona bei Francesc Valls erfolgte, an der er 1726 als Nachfolger desselben zum Kapellmeister ernannt wurde. 1714 hatte er Tomàs Milans i Godayol wohl als musikalischen Leiter am Palau de la Comtessa in Barcelona ersetzt. 1736 erhielt er die Position des Kapellmeisters am Kloster Las Descalzas Reales in Madrid. Letztgenannte Stellung hatte er nachgewiesenermaßen mindestens bis 1747 inne.
Musikalisch hinterließ Picanyol liturgische Musik und etwa 20 Oratorien, darunter Traslación del Testamento (1729, „Die Überbringung des Testamentes“), El triunfo del pecado (1730, „Der Triumph der Sünde“), El macabeo (1731, „Der Makkabäer“), Amore consurgens (1732, „Die aufrichtende Liebe“) und vor allem El sacramento del amor („Das Sakrament der Liebe“). Es sind Stücke des ausgehenden Barocks, die bereits auf den Galanten Stil verweisen. Picanyol nahm in seinem Werk die modernen Musikströmungen der ersten Hälfte des 18. Jahrhunderts auf. Es sind nahezu 100 Kompositionen überkommen. Der Großteil dieser Werke befindet sich in der Katalanischen Nationalbibliothek in Barcelona.